# La danza de la fortuna
 La danza de la fortuna es una película en blanco y negro de comedia Argentina dirigida por Luis Bayón Herrera según su propio guion escrito sobre el argumento de Leopoldo Torres Ríos que se estrenó el 3 de abril de 1944 y que tuvo como protagonistas a Luis Sandrini, Olinda Bozán, Héctor Quintanilla, Ana Gryn y Lolita Torres. Colaboró como asesor literario León Klimovsky y fue el debut cinematográfico de Lolita Torres en una breve intervención como cantante en el cabaret.

## Sinopsis
Fortunato es un joven que se casa con doña Fulgencia, una mujer millonaria que vive con su mayordomo, Aquiles. Doña Fulgencia comienza a soportar varios problemas al lado de Fortunato y todo se complica cuando una banda de criminales secuestran al matrimonio y también al mayordomo para poder robarles todos los bienes. Anteriormente, Fortunato se había gastado todo el dinero que Fulgencia le daba y ambos logran terminar en la ruina. Finalmente,el matrimonio y el mayordomo se hospedan en una casa antigua y abandonada, única propiedad que les queda. En la escena final de la película se muestran como estos trabajan duramente en el patio de la casa y encuentran petróleo. Allí realizan la danza de la fortuna.

## Reparto
Intervinieron en el filme los siguientes intérpretes:
- Luis Sandrini …Fortunato Rico
- Olinda Bozán …Fulgencia Codina
- Héctor Quintanilla …Don Aquiles
- Ana Gryn …Jefa de la banda
- Lolita Torres …La niña de la ventera
- Luisa de García León ...Tía Jeroma
- César Mariño …Dr. Bisturini
- Joaquín Petrosino …Tahur
- Marino Seré …Barroso
- Jorge Villoldo …Juez
- Pedro González
- Celia Geraldy …Mujer 1 en barco
- Pablo Cumo (hijo)
- Félix Tortorelli
- Lucy Blanco
- Marisa Bello
- Lidia Denis
- Carlos Gordillo
- Celia Podestá
- Alfredo Tobares
- Marta Panelo
- Betti Pahor
- Luis Vigneri
- Margot Abad
- Trudy Stone
- Salve Linder
- Herna Hoffman
- Rafael Castro
- Lydia Tachela
- Dora Chiesa
- Juan Fajardo
- Iris Gorosito
- Mariana Flor
- Alberto Quiles …Montoro

## Comentarios
Manrupe y Portela opinan que la película, divertida y alocada, es la continuación mejorada de ‘ La casa de los millones y la crónica de La Razón decía:

”Su trama desordenada e ilógica abarca… toda suerte de disparates… la acción festiva equilibra el diálogo festivo, acercando la película a la vieja técnica humorística de Hal Roach. Por suerte, lo chabacano está radiado a un margen mínimo.”

Por su parte Calki en El Mundo escribió:

”A un espectáculo de esta naturaleza, emparentado cinematográficamente con las cosas de Abbott y Costello o las más dislocadas farsas, poco puede exigírsele en el terreno de la consistencia. Sólo cabe hacer constar que…supera, por lo menos en su ausencia de detalles burdos, a la anterior”.